# Мереть (приток Ини)
Мереть — река в России, протекает по территории Ленинск-Кузнецкого и Беловского районов Кемеровской области. Правобережный приток реки Иня. Длина реки составляет 39 км. В 26 км от устья по левому берегу впадает река Мереть 2-я.
Название возможно происходит из тюркского мерет — «огромный».

## Данные водного реестра
По данным государственного водного реестра России относится к Верхнеобскому бассейновому округу, водохозяйственный участок реки — Иня, речной подбассейн реки — бассейны притоков (Верхней) Оби до впадения Томи. Речной бассейн реки — (Верхняя) Обь до впадения Иртыша.